# Ancistrocercus inficitus
Ancistrocercus inficitus är en insektsart som först beskrevs av Walker, F. 1870.  Ancistrocercus inficitus ingår i släktet Ancistrocercus och familjen vårtbitare. Inga underarter finns listade i Catalogue of Life.